# Inga vera subsp. vera
Inga vera subsp. vera es una subespecie de Inga vera llamado comúnmente cuajiniquil, cuijinicuil, cuinicuil o paterna (nahuatlismo de cuauhicxinecuilli, "árbol de pie torcido") o guamo, es una especie leguminosa cuyo aspecto se asemeja a una mimosa. Se la cultiva por sus grandes semillas cubiertas de pulpa blanca, aterciopelada y comestible. Es originaria de Centroamérica, Colombia, México, Venezuela, y se ha extendido a otros países de Suramérica.

## Descripción

### Árbol
Árbol de 4 a 15 m de altura, 1 a 6 dm de diámetro. Copa redondeada, umbelada. Tronco recto, cilíndrico, lenticelado. Corteza exterior castaña, la interna es rojiza o rosada. Ramitas terminales ferrugíneas, pubescentes, con lenticelas blancas. Hojas paripinnadas, alternas, 5 a 9 pares de folíolos de 3-17 cm x 2-4 cm, opuestos en el raquis, los basales muy pequeños, oblongos o elípticos, ápice acuminado, márgenes enteros, base redondeada. Estípulas caducas. Pecíolos de 0,3-2 cm de largo, alados; raquis alado. Posee glándulas interfoliolares, sésiles, forma de olla. Todas las partes jóvenes de la sp. tienen pelos ferrugíneos. Inflorescencias en espigas: flores blancas.

### Fruto
Fruto legumbre (vaina), cilíndrica, de 8-37 cm de largo, verdosas o amarillentas al madurar, dentro las semillas van recubiertas de pulpa blanca y fibrosa similar al algodón la cual se generalmente se puede consumir en diferentes formas de golosinas o helado y posee un sabor similar a la vainilla y luego las semillas de color verde de 4 - 5 cm posteriormente se pueden aprovechar, en El Salvador existe una receta para comerlas.

## Semillas
En El Salvador, cuentan con una receta para poder comer las semillas de este fruto, pero lleva un proceso de preparación, la receta es originaria de las poblaciones indígenas lencas de este país ya que el procedimiento conlleva a que al final de la preparación las semillas puedan ser comestibles.

### Receta

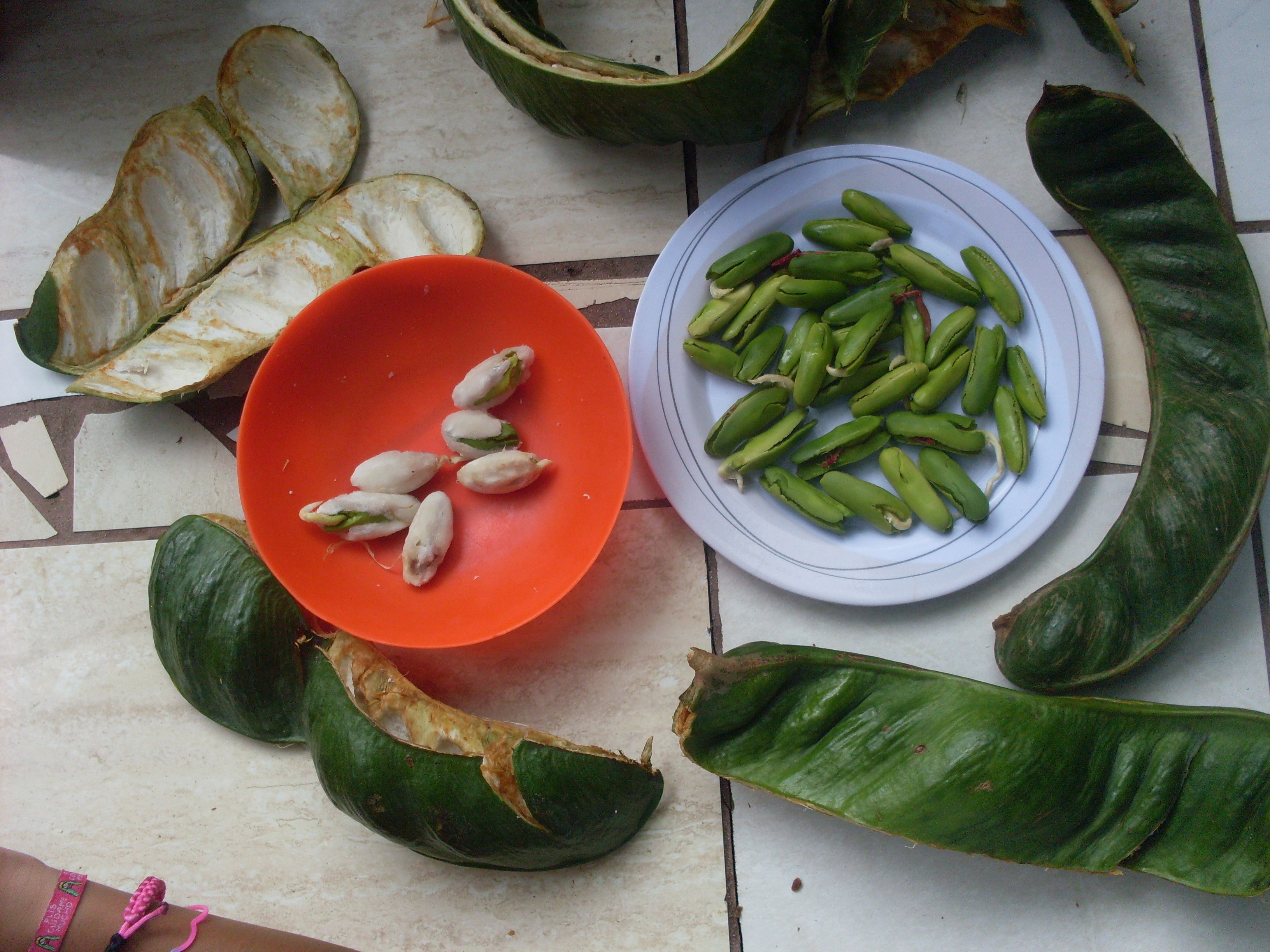
Semilla de paterna o iga

- Semillas de iga o paternas (deben ir enteras y bien lavadas)
- Cal o ceniza
- Abundante agua
- Sal y limón

### Procedimiento
Esta es una receta muy sencilla, las instrucciones para cocer las semillas es hervir las semillas con ceniza o cal hasta que estén blandas usar ceniza preferiblemente. Una vez que estén blandas, se lavan bien con abundante agua y se sirven con sal, alhuashte, limón al gusto y si gusta se le puede agregar salsa picante al gusto.

## Taxonomía
Inga spuria fue descrita por Humb. & Bonpl. ex Willd. y publicado en Species Plantarum. Editio quarta 4(2): 1011. 1806.
Sinonimia
- Feuilleea spuria (Willd.) Kuntze
- Feuilleea xalapensis (Benth.) Kuntze
- Inga berteriana DC.
- Inga donnell-smithii Pittier1
- Inga fissicalyx Pittier
- Inga mociniana G.Don
- Inga xalapensis Benth.
- Mimosa spuria (Willd.) Poir.

## Nombre común
- Biche, bitze, coralillo, juaquinicuil, cuijinicuil, cuajiniquil, guajuinicuil, cuje, cujín, Carnicuile(zona de la costa chica de Guerrero), chalahuite, chalum, chelele, guamo, guamo arroyero, guamo bejuco, guamo bobo, guamo clavellín, guamo de piedra, guatope, ingá, jinicuil, paterna, pecespilo, pepetillo, pepeto, cuinicuil, quijinicuil, timbre, zacua, caspirol, guasamando